# Glaydson
Glaydson Marcelino Freire, mais conhecido como Glaydshow (Contagem, 20 de junho de 1979), é um ex-futebolista brasileiro que atuava como volante.

## Títulos
Atlético Mineiro
- Campeonato Mineiro: 2007.

Internacional
- Campeonato Gaúcho: 2009 e 2011
- Copa Suruga Bank: 2009.
- Copa Libertadores da América: 2010[1][2]
- Recopa Sul-Americana: 2011